# Michael Ostendorfer

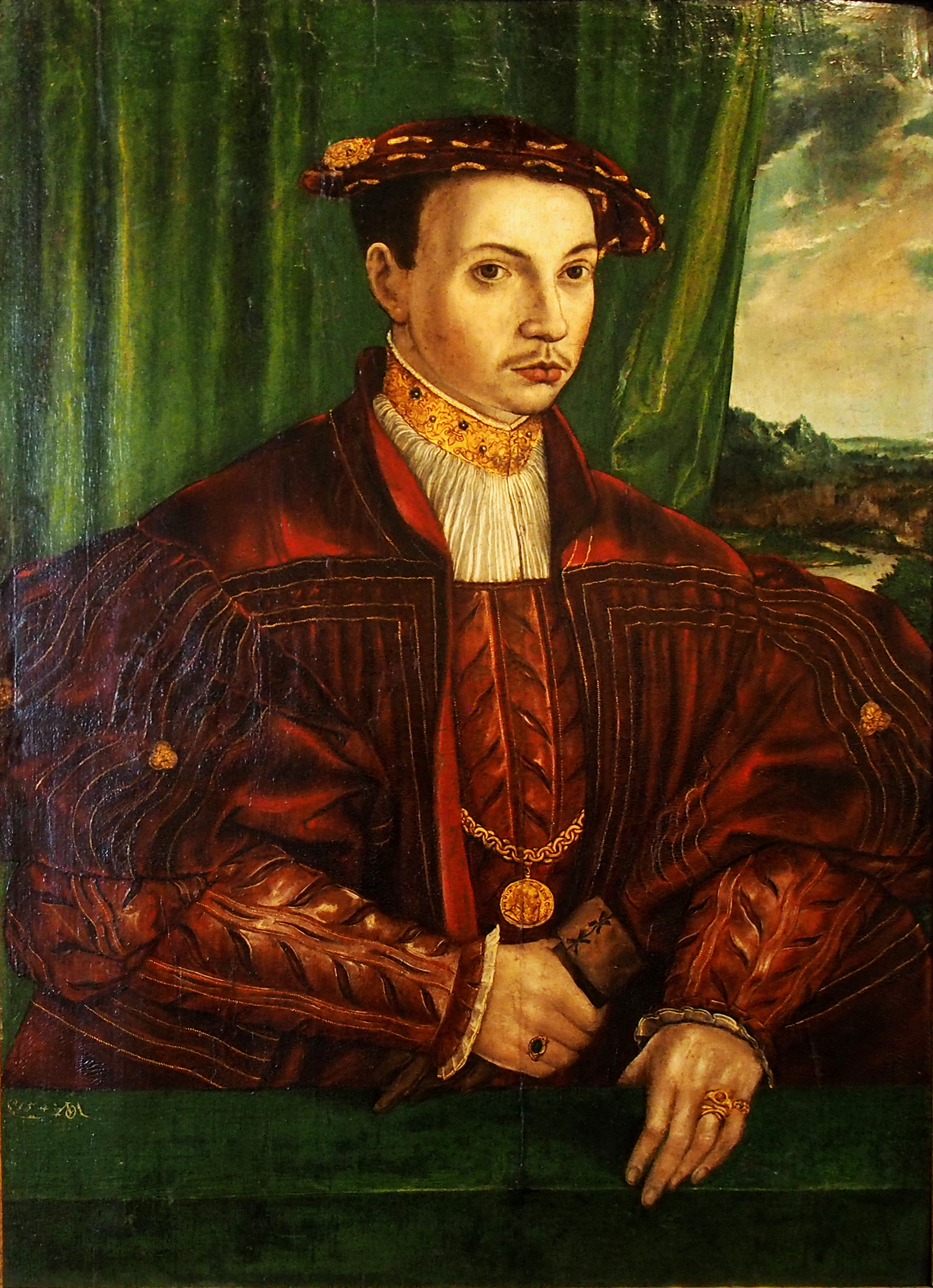
Porträt eines jungen Fürsten, wahrscheinlich Herzog Albrecht V. von Bayern

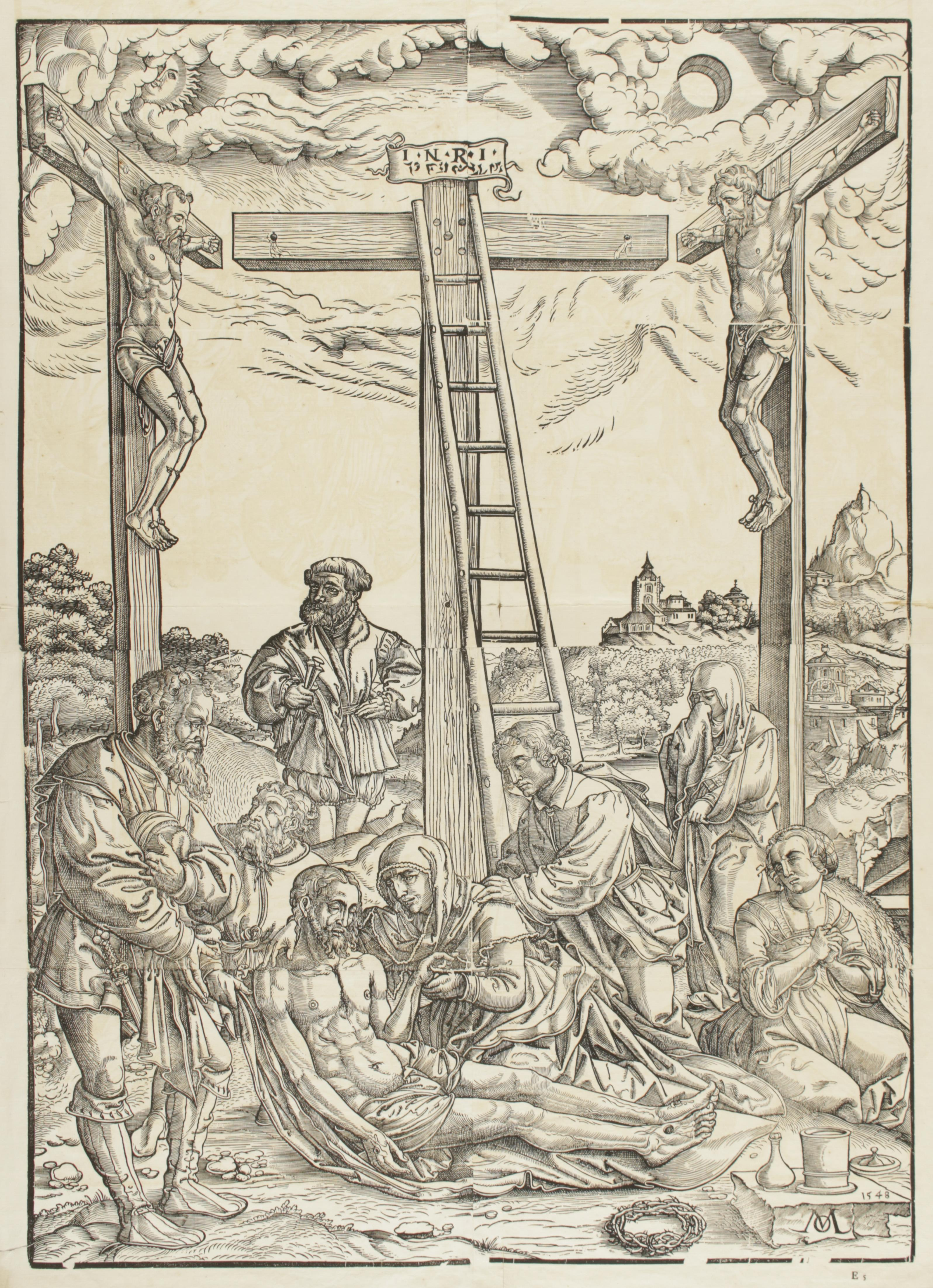
Michael Ostendorfer, Beweinung Christi

Michael Ostendorfer (auch Michael Ostendorffer; * 1490 oder 1494 in München oder Straubing; † Anfang Dezember 1559 in Regensburg) war ein deutscher Maler und Zeichner. Stilistisch stehen seine Werke im Einfluss der Donauschule, da er wahrscheinlich bei Albrecht Altdorfer gearbeitet hat.

## Leben
Ostendorfer war am Hof von Kurfürst Friedrich II. in Neumarkt als Hofmaler beschäftigt. Wahrscheinlich erfolgte 1519 seine Übersiedlung nach Regensburg, wo er heiratete und 1528 ein Haus in der Steckgasse erwarb, das bis 1540 in seinem Besitz war. In der Zeit von ca. 1535 bis 1544 war Ostendorfer wieder in Neumarkt als Hofmaler von Friedrich II. tätig und wandte sich dann nach Amberg, wo sich seine Spur für einige Jahre verliert, bis er 1549 erneut das Bürgerrecht im protestantisch gewordenen Regensburg erwarb. Wegen Auftragsmangel lebte er mit seiner Familie in kärglichen Verhältnissen und geriet in Schulden, die er nur mühsam begleichen konnte, weil ihn eine Gicht beim Arbeiten hinderte und seine Frau und zwei Kinder starben. Der Rat der Stadt und auch die evangelische Gemeinde versorgten ihn mit Aufträgen zur Bemalung von Brunnen und zur Anfertigung von Stadtansichten und Stadtereignissen in Form von Holzschnitten. 1554 erteilte ihm der Rat der Stadt den bedeutenden Auftrag zur Anfertigung des Reformationsaltars in der Regensburger Neupfarrkirche, gewährte ihm aber nur einen Teil des angeforderten Vorschusses, weil dem Rat der sorglose Umgang des Künstlers mit Geld bekannt war. Der Altar wurde 1555 fertig gestellt, ohne dass sich die finanzielle Lage des Künstlers besserte. Schon ein Jahr später gab Ostendorfer seinen Haushalt auf und bezog ein vom Almosenamt der Stadt unterhaltenes Heim in der Bruderhausstiftung. Als er dort versuchte, Malunterricht zu geben, um seinen Schuldenstand zu verringern, kam es zu Streitereien. Ostendorfer starb Ende des Jahres 1559 und sein Nachlassverzeichnis ist ein Dokument bitterer Armut.
Seine Gemälde finden sich heute in Prag, Budapest, London, München und in den Sammlungen des Historischen Museums. Nach Ostendorfer ist das Ostendorfer-Gymnasium in Neumarkt benannt. In Regensburg ist im Stadtteil Kumpfmühl eine Straße nach ihm benannt.
Das Bildnis eines Malers, das seit einigen Jahrzehnten für ein Selbstbildnis Ostendorfers gehalten wurde, stammt nicht von diesem.